# Łany (Puławy)
Pour les articles homonymes, voir Łany.
Łany (prononciation [ˈwanɨ]) est un village de la gmina de Markuszów du powiat de Puławy dans la voïvodie de Lublin, situé dans l'est de la Pologne.
Il se situe à environ 3 kilomètres à l'ouest de Markuszów (siège de la gmina), 20 kilomètres à l'est de Puławy (siège du powiat) et 28 kilomètres au nord-ouest de Lublin (capitale de la voïvodie).
Le village compte approximativement une population de 350 habitants.

## Histoire
De 1975 à 1998, le village est attaché administrativement à l'ancienne voïvodie de Lublin.

Depuis 1999, il fait partie de la nouvelle voïvodie de Lublin.